# Соколов Анатолій Михайлович
Анатолій Михайлович Соколов (1911–1942) — учасник Німецько-радянської війни, військовий комісар ескадрильї 129-го винищувального авіаційного полку, із 6 грудня 1941 5-й гвардійський винищувальний авіаційний полк, Калінінського фронту, батальйонний комісар. Герой Радянського Союзу.

## Біографія
Народився 2 грудня 1911 року в місті Кишиневі в сім'ї робітника. Росіянин.
Член ВКП(б) із 1932 року. Закінчив Київський вечірній робітничий університет. Працював слюсарем у залізничних майстернях.
У Червоній Армії з 1933 року. У 1934 році закінчив Качинську військово-авіаційну школу льотчиків. Був льотчиком-інструктором у Качинській, потім Кіровобадській авіаційних школах. Під час війни з білофінами Анатолій Соколов неодноразово брав участь у повітряних сутичках і був нагороджений орденом Червоної Зірки.
Німецько-радянську війну зустрів під Білостоком у складі 129-го винищувального полку. Першого ж дня відкрив бойовий рахунок полку і свій: просто над аеродромом збив «месер». З початку військових дій авіаполк діяв із аеродромів міст Смоленська, Брянська, Орла, Тули. За зразкове виконання бойових завдань і виявлені при цьому мужність і героїзм в оборонних битвах під Москвою в грудні 1941 року полк серед перших авіаційних частин отримав найменування гвардійського і був перетворений на 5-й гвардійський винищувальний авіаційний полк.
Завдяки вмілому поєднанню військового досвіду комісара Соколова з політроботою ескадрилья у короткий термін стала найкращою у винищувальному полку. За 6 військових місяців 1941 року льотчики ескадрильї здійснили до 2500 бойових вильотів, провели 387 повітряних боїв, знищили 67 ворожих літаків. За цей же час ескадрилья втратила 7 літаків, у повітряних боях загинуло 4 льотчики. Сам комісар до кінця 1941 року мав на своєму бойовому рахунку 148 успішних бойових вильотів: він супроводжував бомбардувальники та штурмовики, прикривав наземні війська, здійснював штурмування та розвідку. Брав участь у 37 повітряних боях та особисто знищив 8 літаків супротивника.
25 січня 1942 року ворожа авіація здійснила наліт на аеродром базування полку. Комісар одним із перших пішов на зліт і був збитий ворожим винищувачем.
Указом Президії Верховної Ради СРСР «Про присвоєння звання Героя Радянського Союзу начальницькому та рядовому складу Червоної Армії» від 12 квітня 1942 за « зразкове виконання бойових завдань командування і виявлені при цьому відвагу та геройство» удостоєний посмертного звання Героя Радянського Союзу.
Похований у селі Луковникове Старицького району (нині — Тверській області).

## Нагороди
- Нагороджений орденом Леніна, орденом Червоного Прапора та орденом Червоної Зірки та медалями[3].

## Пам'ять
- Ім'ям Героя названо вулицю у селищі Борова Фастівського району Київської області (Україна), де він жив.
- У Києві на будівлі Київського вищого професійного училища залізничного транспорту імені В. С. Кудряшова (вулиця Фурманова, будинок № 1/5) Герою встановлено пам'ятну дошку.
- На честь героя названо вулицю у селищі Луковникове Тверської області.